# Quốc huy Áo

Quốc huy Áo hiện nay không khác nhiều so với quốc huy Áo trước kia (trước kia không có chuỗi xích đứt), đã được sử dụng bởi Cộng hòa Áo từ năm 1919. Giữa giai đoạn từ 1934 tới khi Áo bị Đức sáp nhập năm 1938, Áo sử dụng một quốc huy khác, có hình con đại bàng hai đầu. Sự hình thành của Cộng hòa thứ hai năm 1945 chứng kiến sự trở lại của quốc huy cũ, trong đó bổ sung thêm chuỗi xích đứt nhằm biểu tượng cho sự giải phóng của Áo.

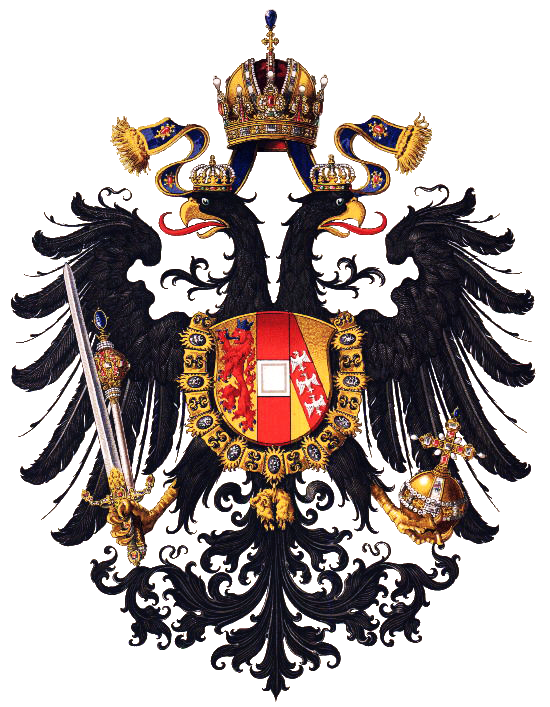
(1804-1867)
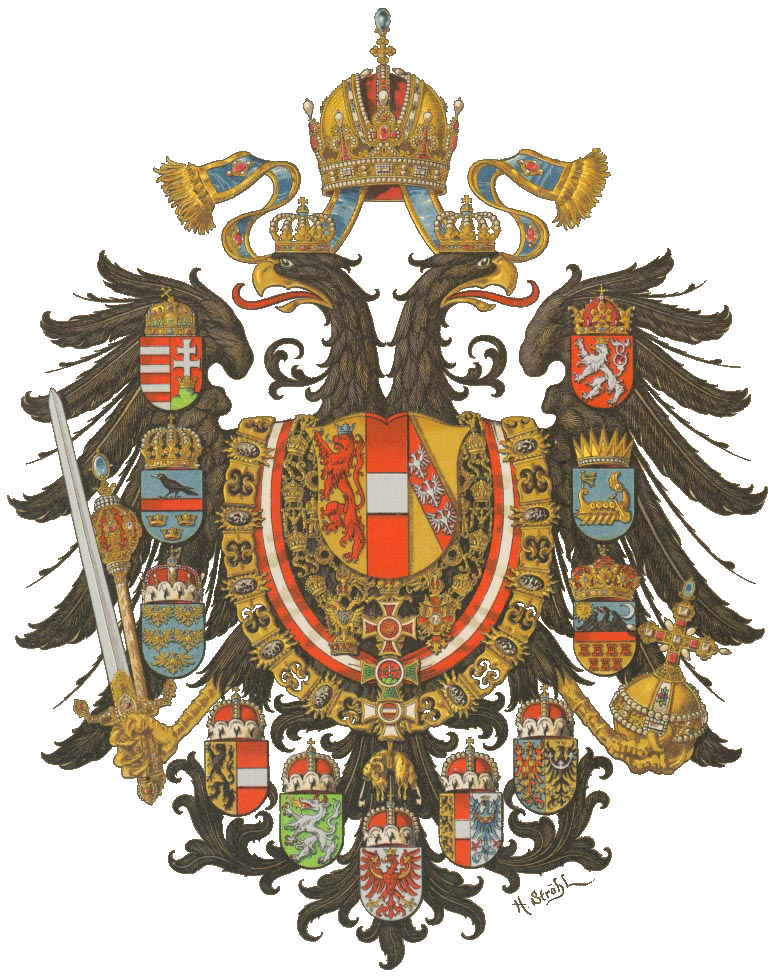
(1867-1915)
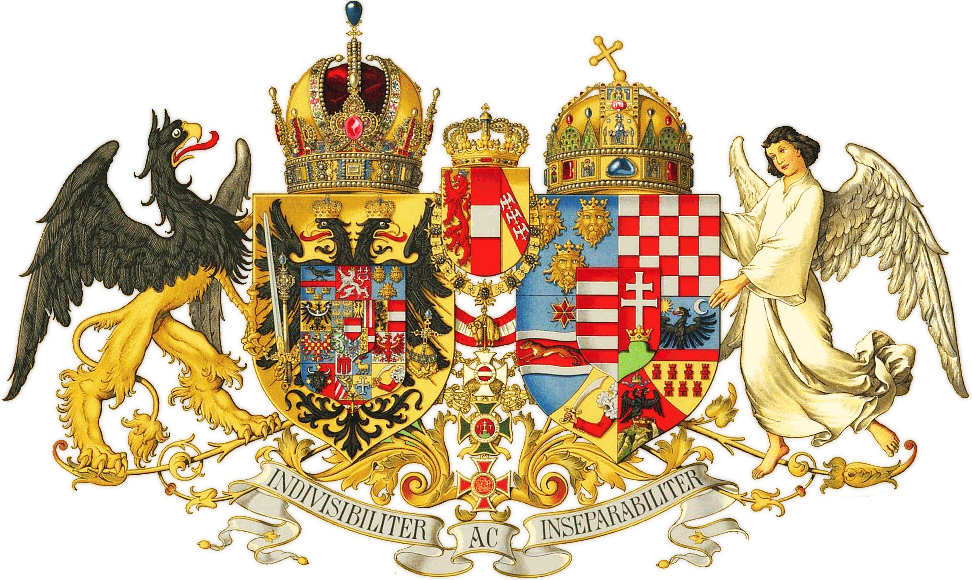
(1915-1918)
(1918-1919)
(1919-1934)
(1934-1938)